# Carib
Inte att förväxlas med Kariber.

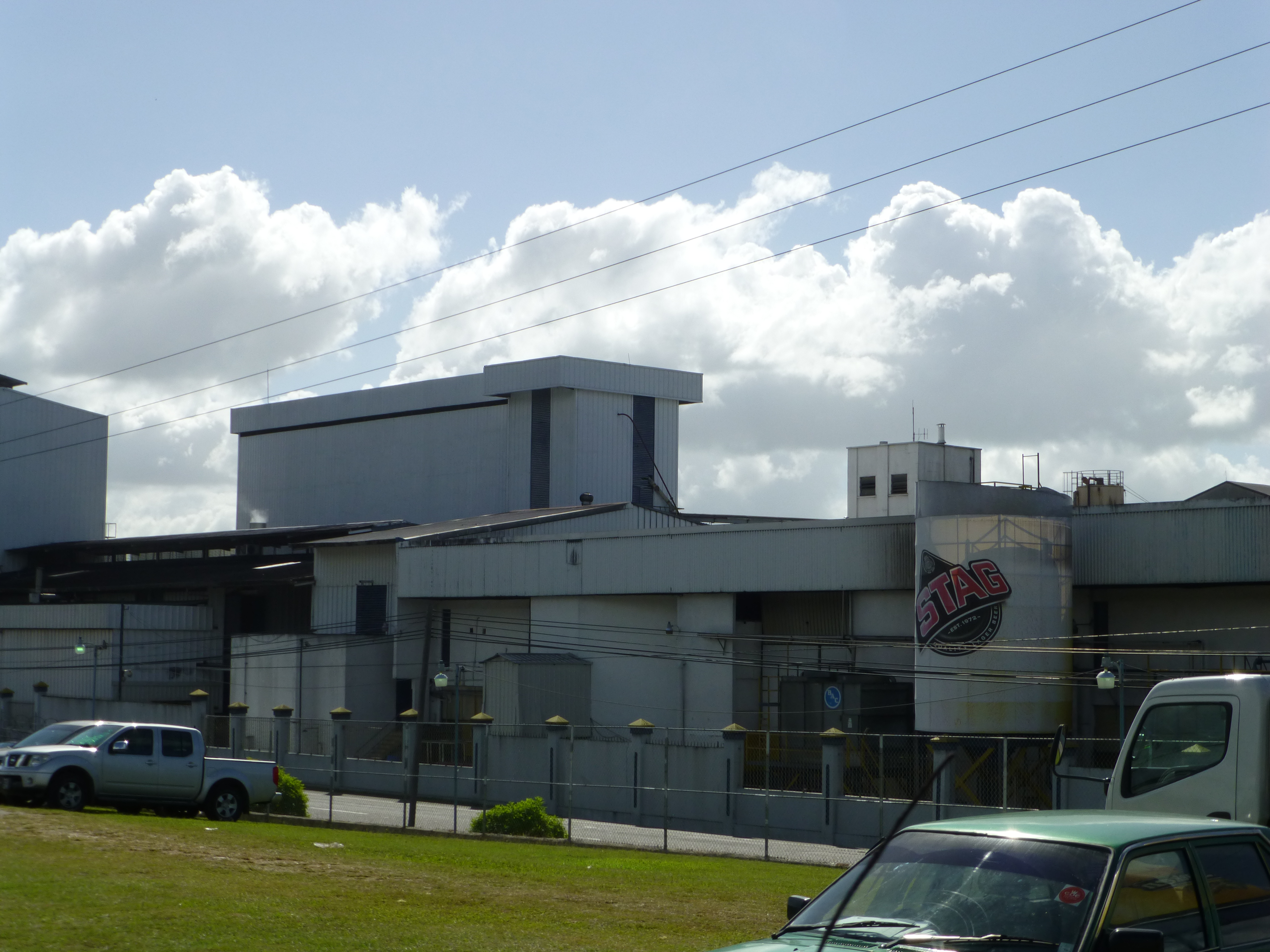
Carib bryggeri.

Carib är ett öl som bland annat bryggs på Saint Kitts i Västindien, och på Trinidad. Det är ett ljust lättdrucket öl som smakmässigt påminner lite om Corona.